# کراسمگلن
کراسمگلن (به انگلیسی: Crossmaglen) یک روستا در بریتانیا است. کراسمگلن ۱٬۵۹۲ نفر جمعیت دارد.